# Nadja Maier
Nadja Maier (* 24. Juli 2001) ist eine deutsche Schauspielerin.

## Leben
Nadja Maier lebt mit ihrer Familie bei München und besuchte in ihrem Heimatort ein Gymnasium, das sie 2019 mit dem Abitur beendete. 2021 schloss sie ihre Schauspielausbildung an der Schauspielschule Zerboni in München ab und stand seitdem für Produktionen wie "Die Bergretter" oder "Die Landarztpraxis" vor der Kamera.

## Filmografie
- 2015–2018: Dahoam is Dahoam (Fernsehserie)
- 2018: Morden im Norden (Fernsehserie, Folge Dunkle Wasser)
- 2021: Die Bergretter (Fernsehserie, Folge Augen auf)
- 2024: Die Landarztpraxis (Fernsehserie)